# 真木太一
真木 太一（まき たいち、1944年1月 - ）は、日本の農業気象学・農業工学の研究者。学位は、農学博士（東京大学）。九州大学名誉教授。日本学術会議会員、日本農業工学会長、日本農業気象学会長、日本沙漠学会長などを歴任。専門は、農業気象学・農業環境工学・農業工学。

## 来歴

### 生い立ち
愛媛県立西条高等学校を経て東京農工大学農学部で学び1966年に卒業。1966年九州大学大学院農学研究科修士課程に進学し農業気象学を専攻・修了。1968〜1983年農林省（農林水産省）農業技術研究所、1969〜1971年南極地域越冬隊員、1983年農林水産省農業環境技術研究所、1985年四国農業試験場、1988年熱帯農業研究センター、1993年農業研究センター、1995年農業環境技術研究所を経て、1999年愛媛大学教授、2001年九州大学教授、2007年定年退職、九州大学名誉教授、2007年琉球大学教授、2009年筑波大学客員教授、2013年(独)国際農林水産業研究センター 特定研究主査として現在に至っている。

## 研究活動
九州大学大学院修士課程で武田京一教授に師事し農業気象学を専攻。農林省・農林水産省の試験研究機関(農業技術研究所、四国農業試験場、熱帯農業研究センター、農業研究センター、農業環境技術研究所)、愛媛大学、九州大学、琉球大学、筑波大学で農業気象学、農業環境工学、農業工学の研究を実施。
- 1969〜1971年には第11次南極地域観測越冬隊員として「極高気圧の生成及び構造に関する研究」に従事し、南極の特徴的なカタバ風(南極大陸奥地から吹く斜面下降風)、20mタワーによるブリザード・カタバ風時の乱流解析、海氷上での風速・気温の垂直分布特性、超安定気層条件下の逆転層特性、風向・風速・気温の気候的変化等をまとめた研究[3]やオゾン濃度[4]、構造物による積雪の堆積形態の研究もある。

- 農業気象関係では、各種作物群落での風速分布特性から空気力学的粗度長(z0)と地面修正量(d)に植物高度と植物密度を加えたパラメーターによって芝生から森林に至る全植物の空気力学的特性をユニーバーサルで、かつ簡単な関係式で統一的に表現できる特性および微細気象的特性を提示している[5][6]。また、局地気象の気象資源的有効利用を提示している[7]。

- 防風林・垣・網の特性を初めて体系立てた著書『風害と防風施設』[8]には国内外の文献と実験・観測資料をまとめるとともに、冷害防止としての防風林・防風ネットの効果に関して気温・水温・葉温の上昇効果に乱流的な気流評価を行い、畦畔での昇温水の吹き寄せによる水稲への効果解明を行っている[9][10]。フロリダ大学ではマツ防風林の微細気象・乱流構造を解明し、オレンジ湖の顕熱・潜熱と蒸発特性[11]を解明している。また、気象災害、特に各種風害について詳しく調査し、種々の特性を解明するとともに、諫早湾干拓による風・気温の局地気象変化[12]と防風施設による微細気象変化を解明している。

- 1993年平成の大凶作の特性解明[13]として低温、日射不足、高湿、イモチ病の影響程度を定量的に評価するとともに北海道から関東・東山地域の気象的特性を評価し、防風林・網の効果を提示している。また、近年の冷害が30年間5年ごとに発生した現象を気象的に解明し、予測に利用していた。

- 中国の沙漠においては砂漠化の評価[14]、防風林・防風ネットによる気象改良・防砂効果[15][16][17]、草方格の微細気象改良効果と防砂効果[18]、黄砂発生と飛砂の特性解明[19]、沙漠とオアシスの気候と蒸発散特性[20]、天童市のジャガラモガラ風穴と中国のカレーズの気象的共通点[21]、沙漠気候[22]、風紋から巨大砂丘への発達形成と飛砂防止[23]などの研究から砂漠化防止および砂漠開発に貢献している。

- 黄砂の発生地域での気象特性と黄砂発生および防止方法の提案、中国での春季の黄砂発生特性(強風時には沙漠からが多いがオアシスでは弱風でも微細な土粒子の舞い上がりが逆に多い)を定量評価している。また黄砂に付着した家畜口蹄疫や麦さび病菌の輸送特性、特に2010年の宮崎での口蹄疫蔓延の原因は黄砂であることをDNA鑑定[24]や輸送ルートの後方解析法の導入、黄砂発生地域での気象特性、黄砂輸送時の風と上空での水蒸気・湿度との関連性から証明している[25]。そして日本学術会議報告「黄砂・越境大気汚染物質(PM2.5等)」[26]と『黄砂と口蹄疫』[27]を公表している。

- 液体炭酸人工降雨法の普及に向けて、日本学術会議対外報告「渇水対策・沙漠化防止に向けた人工降雨法の推進」[28]を発出するとともに、福岡県・佐賀県での液体炭酸法および東京都三宅島・御蔵島付近[29]や志摩半島南方海上での液体炭酸法の成功事例を報告するとともに、啓発として『人工降雨』[30]を出版している。そして、ごく最近では液体炭酸人工降雨法がテレビ、新聞で多く取り上げられている。

- 沙漠や風に関しては『沙漠の事典』[31].、『風の事典』[32]によって教育・普及に貢献している。

- 台風被害として延岡市での竜巻特性の解明や諫早市での強風・潮風害の解明[33]を実施するとともに、2012年つくば竜巻の発生・移動特性を解説した(フジテレビ、2012年5月7日)。一方、1923年の関東大震災時の被服敞跡地での4万人焼死者の主原因は火災旋風(竜巻)であるが、その発生に火災熱と隅田川面の低温・多湿のクールアイランドとの気温差が重要であり、東京・横浜で発生した百余個のほとんどが川沿いである事実を裏付けている[34]。

## 公的活動

### 日本学術会議
- 1997年-2003年  総務省日本学術会議農業土木学研究連絡委員会CIGR小委員会委員
- 1999年-2001年  総務省日本学術会議共催に伴う組織委員会開催地委員会委員
- 2003年-2005年  総務省日本学術会議農業土木・農業機械・農業環境工学研究連絡委員会CIGR専門委員会国際農業工学会小委員会委員
- 2004年-2005年  総務省日本学術会議農業環境工学研究連絡委員会「気候変動条件下の農業気象環境の保全と食料生産の向上」小委員会委員長
- 2005年-2011年  内閣府日本学術会議会員(第二部生命科学)
- 2005年-2008年  内閣府日本学術会議第二部農学基礎委員会委員・委員長
- 2005年-2008年  内閣府日本学術会議第二部生産農学委員会委員
- 2005年-2011年  内閣府日本学術会議第二部生命科学農学委員会分科会〔CIGR（国際農業工学会）分科会委員長，農業生産環境工学分科会委員長，農業と環境分科会委員長，風送大気物質問題分科会委員長，地域総合農学分科会副委員長，水問題分科会副委員長，地球規模の自然災害に対して安全・安心な社会基盤の構築委員会第1分科会委員，国土と環境分科会委員，地球規模の自然災害の変化と自然災害の予測分科会委員，日本の展望委員会生命科学作業分科会委員，日本の展望委員会持続可能な世界分科会委員〕
- 2005年-2009年  内閣府日本学術会議九州・沖縄地区会議構成員
- 2008年-2011年  内閣府日本学術会議第二部生命科学農学委員会委員長
- 2008年-2011年  内閣府日本学術会議第二部生命科学食料科学委員会委員
- 2011年-現在  内閣府日本学術会議連携会員
- 2011年-現在  内閣府日本学術会議農業生産環境工学分科会副委員長・CIGR分科会委員・地域総合農学分科会委員

### 省庁関連機関
- 1993年-2003年  国際協力事業団青年海外協力隊等技術専門委員(気象学)
- 2003年-現在  (独)国際協力機構青年海外協力隊等技術専門委員(気象学)
- 2002年-2003年, 2008年-2009年, 2010年-2012年  日本学術振興会科学研究費委員会専門委員
- 2003年-2005年  (独)大学評価・学位授与機構 大学評価委員会委員 分野別研究評価「農学系」
- 2003年-2005年  日本学術振興会特別研究員等審査会専門委員
- 2004年-2005年  気象庁農業気象情報検討委員会委員長
- 2005年-2007年  京都大学防災研究所自然災害研究協議会委員・西部地区部会長
- 2008年-2009年  (独)大学評価・学位授与機構 国立大学教育研究評価委員会専門委員

## 略歴

### 学歴・職歴
- 1966年  東京農工大学農学部農学科卒業
- 1968年  九州大学大学院農学研究科修士課程修了
- 1968年-1979年  農林(農林水産)省農業技術研究所物理統計部
- 1969年-1971年  第11次南極地域観測隊員(文部省国立極地研究所併任)
- 1976年  農学博士（東京大学）取得「植被層内外の風に関する空気力学的研究」
- 1977年-1978年  科学技術庁研究員(フロリダ大学食料農業科学研究所)
- 1979年-1983年  農林水産省農業技術研究所物理統計部主任研究官
- 1983年-1985年  農林水産省農業環境技術研究所環境資源部主任研究官
- 1985年-1988年  農林水産省四国農業試験場土地利用部作目立地研究室長
- 1988年-1993年  農林水産省熱帯農業研究センター環境資源利用部チーム長
- 1993年-1995年  農林水産省農業研究センター耕地利用部気象災害研究室長
- 1995年-1999年  農林水産省農業環境技術研究所環境資源部気象管理科長
- 1999年-2002年  愛媛大学教授農学部・大学院農学研究科
- 2001年-2007年  九州大学教授大学院農学研究院気象環境学分野
- 2007年-2009年  琉球大学教授農学部・大学院農学研究科
- 2007年  九州大学名誉教授
- 2009年-2012年  筑波大学北アフリカ研究センター客員教授
- 2012年-2013年  筑波大学生命環境系農林技術センター客員教授
- 2013年-現在  (独) 国際農林水産業研究センター 特定研究主査

### 主な学会活動
- 2001年-2005年  日本農業気象学会会長
- 2006年-2009年  日本農業工学会会長
- 2006年-2011年  日本沙漠学会会長
- 2005年-現在  日本農業気象学会顧問
- 2008年-現在  日本生物環境工学会名誉会員
- 2011年-現在  日本沙漠学会評議員
- 2012年-現在  日本農業工学会名誉顧問

## 受賞
- 1984年 日本農業気象学会賞Ａ賞
- 2001年 日本沙漠学会学術論文賞
- 2003年 日本農学賞
- 2003年 読売農学賞
- 2005年 紫綬褒章「農業気象学研究」[35]
- 2006年 九州大学大学院農学研究院賞
- 2012年 CIGR Recognition Award(国際農業工学会 功績賞)
- 2017年 瑞宝中綬章[36]

## 著書

### 編著（単著・編纂）
- 真木太一, 1987年,  「風害と防風施設」, 文永堂出版, pp.301.
- 真木太一, 1989年,  「風と自然－気象学・農業気象学へのいざない－」, 開発社, pp.215.
- 真木太一, 1990年,  「風を読む 農業と暮らしのなかの風」, 富民協会, pp.188.
- 真木太一・鐘　思強・李　師融・江　愛良, 1991年,  「風害和防風措施」, 中国・気象出版, pp.214.
- 真木太一・鈴木義則・鴨田福也・早川誠而・泊　功, 1991年,  「農業気象災害と対策」, 養賢堂, pp.345.
- 真木太一・真木みどり, 1992年,  「砂漠の中のシルクロード－悠久の自然と歴史」, 新日本出版, pp.206.
- 真木太一・中井　信・高畑　滋・北村義信・遠山柾雄, 1993年,  「砂漠緑化の最前線 調査・研究・技術」, 新日本出版, pp.214.
- 真木太一, 1996年,  「中国の砂漠化・緑化と食料危機」, 信山社, pp.191.
- 真木太一（編集代表）, 1997年,  「新編農業気象学用語解説集」, 日本農業気象学会, pp.313.
- 真木太一, 1998年,  「緑の沙漠を夢見て」, メディアファクトリー, pp.128.
- 真木太一, 1999年,  「風と自然－気象学・農業気象・環境改善－」, 開発社, pp.239.
- 真木太一, 1999年,  「写真でみる中国の食糧・環境と農林業」, 筑波書房, pp.174.
- 真木太一, 2000年,  「大気環境学」, 朝倉書店, pp.140.
- 真木太一, 2004年,  「緑の沙漠を夢見て」, 九州大学大学院農学研究院気象環境学研究室, pp.128.
- 真木太一, 2007年,  「風で読む地球環境」, 古今書院, pp.167.
- 真木太一・新野　宏・野村卓史・林　陽生・山川修治, 2011年,  「風の事典」, 丸善出版, pp.267.
- 真木太一・鈴木義則・脇水健次・西山浩司, 2012年,  「人工降雨－渇水対策から水資源まで－」, 技報堂出版, pp.176.
- 真木太一, 2012年,  「黄砂と口蹄疫－大気汚染物質と病原微生物－」, 技報堂出版, pp.197.
- 真木太一・真木みどり, 2012年,  「小笠原案内 気象・自然・歴史・文化」, 南方新社, pp.78.
- 真木太一, 2012年,  「気象・気候からみた沖縄ガイド」, 海風社, pp.114.

### 主な共著
- 真木太一, 1986年,  防風林のはたらき, 岩を削る風食, 農地を滅ぼす砂嵐, 砂に刻まれた風の跡, 風に尻を向ける砂丘, 「風のはなしⅠ」, 伊藤学(編), 技報堂出版, 132-137, 181-186, 189-191, 192-196, 197-202.
- 真木太一, 1987年,  風害, 「農学大事典（第２次増訂改版）」, 野口弥吉・川田信一郎(監修), 養賢堂, 391-394.
- 真木太一, 1994年,  防風施設による砂漠化防止, 「新しい農業気象・環境の科学」, 久保祐雄(編集代表), 養賢堂, 276-285.
- 真木太一, 1999年,  砂漠化, 「環境マネジメント便覧」, 茅陽一(監修), 日本規格協会, 783-788.
- 真木太一, 2001年,  耕地微気象の計測方法, 防風林・防風網, 近年の耕地気象災害, 「耕地環境の計測・制御－役立つ新しい解説書－」, 早川誠而・真木太一・鈴木義則(編), 養賢堂, 37-48, 196-204, 225-250.
- 真木太一, 2004年,  気象変化と変動, 風害, 雪害, その他の気象災害, 「新編農学大事典」, 山崎耕宇・久保祐雄・西尾敏彦・石原邦(監修), 養賢堂, 1315-1319, 1325-1332, 1344-1346, 1346-1351.
- 真木太一, 2005年,  砂漠化, 農業気象災害, 「新農業気象・環境学」, 長野敏英・大政謙次(編), 朝倉書店, 12-16, 91-100.
- 真木太一, 2009年,  世界の沙漠気象, 風と防風, 防砂, 塵旋風（砂煙）と竜巻, 人工降雨, 「沙漠の事典」, 日本沙漠学会(編), 丸善, 26-27, 28, 29, 34, 198.
- 真木太一, 2009年,  農業気象学, 「日本農学80年史」, 日本農学会(編), 養賢堂, 263-268.
- 真木太一, 2010年,  黄砂－地球規模の輸送－, 平成23年度第84冊「理科年表」, 自然科学研究機構東京天文台(編), 丸善, 環101, 1015.